# Positionnement
Le positionnement d'une offre (marque, service, produit, solution, etc.) est la catégorie mentale dans laquelle on veut l'inclure et sa position psychologique par rapport aux offres concurrentes appartenant à cette catégorie.
C'est le choix d'attributs procurant à des offres (produits, marques ou enseigne) une position crédible, différente, attrayante et durable au sein d’un marché et dans l’esprit des clients.
Dans le cadre de la stratégie marketing, les attributs sont de l'ordre de la communication, mais dans le cadre de la stratégie d'entreprise les attributs sont aussi de l'ordre de l'organisation.
L'importance du positionnement est souvent résumée par la boutade : Le consommateur n'a en tête que trois marques de lessive à la fois ; il faut être de celles-là.
L'image de marque d'une offre ou d'une entreprise n'est pas toujours associée au positionnement voulu par la stratégie. On obtient un positionnement en usant des outils du mix-marketing permettant d'appuyer le redressement d'image sur plusieurs lignes d'action.
On nomme socle stratégique la part permanente du positionnement qui sera associée à la personnalité, l'idée de base, la vision ou les valeurs du fondateur ou de l'entreprise.

## Enjeux
Le positionnement prend en compte toutes les offres et inscrit la stratégie marketing comme stratégie d'entreprise si l'organisation doit faire appel à un nombre limité de métiers (Domaine d'activité stratégique, DAS).
Le positionnement d'une offre aide, sans surprise, à mieux vendre sur des segments donnés du marché en différenciant ou au contraire en substituant (produits Me-too) des produits concurrents.
Le positionnement cherche à rendre l'offre permanente dans l'esprit du client. Modifier la perception de celui-ci étant très coûteux, il vaut mieux s'adapter à elle ; en d'autres termes, le positionnement est souvent contraint. Un positionnement se perçoit dans la communication ou la publicité, mais c’est dans l’ensemble des dimensions d’une offre que perçoit le client (politique de produit, de prix, de distribution et communication) qu’il doit agir. Le positionnement crée donc un univers de référence, ou s'y insère, par des valeurs innovantes et différenciatrices (esthétiques, fonctionnelles, techniques, philosophiques, sémiologiques, ergonomiques, mercatiques…). L’offre doit être perçue comme crédible, différente et attractive dans l’esprit des clients face à celles des concurrents. Le message doit être clair, simple et concis. Il faut aussi vérifier son potentiel économique à court terme (achat d'impulsion) comme à long terme (volume vendu garantissant des économies d'échelle).

## Caractéristiques principales
Le positionnement vise une identification d'un univers de référence pour réussir une différenciation en fonction des attentes du public, l'évaluation de la concurrence de l'univers (le positionnement préempté) et la crédibilité d'identification à cet univers (les atouts potentiels du produit). Il doit être clair, simple, concis, attractif, crédible, spécifique, profitable et durable.

### Axes d'action de l'entreprise
- Le produit peut se positionner en fonction de ses attributs et sa performance et amener le client à y penser quand il a besoin de ceux-ci (robustesse = BMW).
- L'entreprise peut agir sur l'imaginaire du produit par rapport à la marque. L'image réalise chez le client une association avec le produit (exemple : soif = Coca-Cola).
- L'entreprise peut se focaliser sur tout client qui possède une identité, des appartenances. Le positionnement peut jouer sur cette identité (iPod = appartenance aux "branchés")
- Le produit peut se positionner par rapport à une situation d'utilisation. La situation fait penser au produit (Une tache ? Vite, K2R ! (ancien détachant des années 1960)).

Exemples :
- Bonne Maman : la confiture traditionnelle aussi bonne que celle faite à la maison
- Les piles Duracell durent plus longtemps
- Petit Ecolier : un petit beurre et une tablette de chocolat rassemblés pour le goûter des gourmands de tous les âges
- L’Occitane vous apporte les bienfaits traditionnels de la Provence

### Influence de la part de marché
Toutes les entreprises sont contraintes par leurs environnements. L'analyse du positionnement a aussi pour vocation de permettre d'envisager différentes situations stratégiquement différentes en fonction de la part de marché détenue par le produit.

#### Positionnement d'un leader
Une marque leader aura toujours intérêt à parler :
De son créneau et non de la concurrence, car citer simplement celle-ci aurait pour elle une retombée publicitaire non voulue. Coca-Cola répète volontiers que son seul véritable concurrent, c'est l'eau du robinet.
En termes généraux plutôt que des détails. Dans les années 1960, tandis que ses concurrents mettaient l'accent sur les spécificités de leurs solutions, IBM axait l'essentiel de sa publicité sur… les bienfaits de l'informatique en général, se positionnant comme étant l'informatique. Sa part de marché ne cessa de croître pendant cette période, le positionnement n'étant qu'un élément parmi bien d'autres de cette croissance.

#### Positionnement d'un outsider
L'outsider a en revanche toujours intérêt à mentionner directement ou indirectement le leader, de façon à s'associer à lui dans l'esprit du public. Le slogan d'Avis, numéro 2 des locations de voitures, était « We try harder ».
L'outsider peut user de son capital de sympathie pour malmener, parfois sévèrement, le leader (l'inverse serait très mal accueilli du public, car perçu comme déloyal et lui donnant mauvaise conscience. Les charges de Pepsi-Cola contre Coca-Cola  là où la publicité comparative faisait partie des mœurs a laissé un souvenir héroïque, et bénéficié en fait aux deux concurrents en présence en estompant dans l'esprit du consommateur l'existence d'autres boissons comme le Dr Pepper (qui fut ensuite racheté par The Coca-Cola Company).